# Frank Strazzeri
Frank John Strazzeri (* 24. April 1930 in Rochester, New York; † 9. Mai 2014 ebenda) war ein US-amerikanischer Pianist des Modern Jazz.

## Leben und Wirken
Strazzeri hatte zunächst seit seinem zwölften Lebensjahr Tenorsaxophon und Klarinette gespielt. Er wechselte während seines Studiums an der Eastman School of Music zum Piano. Ab 1952 begleitete er in seiner Heimatstadt als Hauspianist des örtlichen Jazzclubs durchreisende Gastsolisten wie Roy Eldridge, Billie Holiday oder J. J. Johnson. 1954 zog er nach New Orleans, wo er mit Sharkey Bonano und Al Hirt arbeitete. Ab 1957 tourte er mit Charlie Ventura. 1959 spielte er bei Woody Herman, bevor er nach Los Angeles zog, um als Studiomusiker zu arbeiten. Er nahm mit Herb Ellis, Red Mitchell, Terry Gibbs, Elvis Presley oder Carmell Jones auf und arrangierte für Cal Tjader, Louie Bellson und Les Brown, in dessen Orchester er von 1971 bis 1973 wirkte. Mit Joe Williams und Maynard Ferguson ging er auf Tournee; daneben spielte er bei den Lighthouse All Stars von Howard Rumsey und gründete eigene Gruppen. In den 1970er Jahren erweiterte er das Klangspektrum durch den Einsatz von E-Piano und Moog-Synthesizer. Auch arbeitete er mit Art Pepper, Lennie Niehaus, Curtis Amy, Chet Baker, Tal Farlow, Don Menza, Vic Lewis, Conte Candoli, Bill Perkins, Mouse Bonati und Dianne Reeves. Im Bereich des Jazz war er laut Tom Lord zwischen 1955 und 2006 an 113 Aufnahmesessions beteiligt.

## Diskographische Hinweise
- After the Rain (1977)
- Little Giant (1980)
- Nobody Else But Me (1987, solo)
- Warm Moods (1991, mit Bill Perkins)
- Funk and Esoteric (2004)

## Lexigraphische Einträge
- Leonard Feather, Ira Gitler: The Biographical Encyclopedia of Jazz. Oxford University Press, New York 1999, ISBN 0-19-532000-X.
- Martin Kunzler: Jazz-Lexikon. Band 2: M–Z (= rororo-Sachbuch. Bd. 16513). 2. Auflage. Rowohlt, Reinbek bei Hamburg 2004, ISBN 3-499-16513-9.